# Shamier Little
Shamier Khalia Little (Louisville, 20 marzo 1995) è un'ostacolista statunitense.

## Palmarès
| Anno | Manifestazione      | Sede     | Evento        | Risultato  | Prestazione | Note                                     |
| ---- | ------------------- | -------- | ------------- | ---------- | ----------- | ---------------------------------------- |
| 2014 | Mondiali juniores   | Eugene   | 400 m hs      | Oro        | 55"66       |                                          |
| 2014 | Mondiali juniores   | Eugene   | 4×400 m       | Oro        | 3'30"42     |                                          |
| 2015 | Giochi panamericani | Toronto  | 400 m hs      | Oro        | 55"50       |                                          |
| 2015 | Giochi panamericani | Toronto  | 4×400 m       | Oro        | 3'25"68     |                                          |
| 2015 | Mondiali            | Pechino  | 400 m hs      | Argento    | 53"94       |                                          |
| 2017 | Mondiali            | Londra   | 400 m hs      | Semifinale | 55"76       |                                          |
| 2018 | Campionati NACAC    | Toronto  | 400 m hs      | Oro        | 53"32       | Record dei campionati                    |
| 2022 | Mondiali            | Eugene   | 400 m hs      | 4ª         | 53"76       |                                          |
| 2023 | Mondiali            | Budapest | 400 m hs      | Argento    | 52"80       | Miglior prestazione personale stagionale |
| 2024 | Giochi olimpici     | Parigi   | 4x400 m       | Oro        | 3'15"27     | Record nord-centroamericano              |
| 2024 | Giochi olimpici     | Parigi   | 4x400 m mista | Argento    | 3'07"74     | [ 1 ]                                    |

## Altre competizioni internazionali
2018
- Argento in Coppa continentale ( Ostrava), 400 m hs - 53"86